# غريغوري كوشران
غريغوري كوشران (بالإنجليزية: Gregory Cochran)‏ هو عالم إنسان أمريكي، ولد في 1953.